# والتر بريغز جونيور
والتر بريغز جونيور (بالإنجليزية: Walter Briggs, Jr.)‏ هو شخصية أعمال أمريكي، ولد في 20 يناير 1912 في ديترويت في الولايات المتحدة، وتوفي في 31 يوليو 1970.